# Леон Коен
Др Леон М. Коен (Београд, 23. октобар 1876 – Београд, 26. мај 1949) био је српски хирург, уролог, професор универзитета, оснивач и први управник Уролошке клинике.

## Живот и рад
Леон Коен је рођен 23. октобра 1876. године у Београду, где завршава основну школу и гимназију. Године 1895. уписује Медицински факултет у Бечу, а дипломира 1901. Током студирања интересовао се за анатомију, коју је студирао код професора Zuckerkandla. После завршених студија враћа се у Београд. Након одслуженог војног рока 1902. године одлази у Беч на специјализацију хирургије. Три месеца је провео на Уролошком одељењу професора Fritsch-a на бечкој поликлиници, па је затим прешао на Уролошко одељење професора Zuckerkandl-a, где остаје до априла 1903. године. Из Беча проф. Коен иде у Париз на Уролошку клинику, код професора Guyon-a, на којој остаје до краја 1903. године. После двогодишњег рада у иностранству враћа се у Београд и бива постављен за лекара помоћника Хируршког одељења Опште државне болнице. Шеф тог одељења је био др Војислав Суботић, касније први професор хирургије на Медицинском факултету у Београду.
Године 1904. учествује на Првом конгресу српских лекара и природњака. Следеће године је изабран за првог секундарног лекара (положај који данас одговара звању асистента), и у том звању остаје до 1919. године.
Заједно са Николом Крстићем, Лазаром Генчићем и Љ. Здравковићем, основао је 1912. године, санаторијум „Врачар”, прву установу те врсте у Београду.
У Балканском рату 1912. године учествовао је као резервни капетан I класе и први хирург Дивизијског завојишта Моравске дивизије, а у рату 1913. године основао је у Скопљу Хируршко одељење, при сталној Војној болници. Постављен је за шефа Хируршког одељења, био је руководилац привремених болница. После демобилизације добија чин резервног санитетског мајора.
У Првом светском рату био је главни хирург Моравске дивизије првог позива. На тој дужности учествовао је у Церској бици и биткама на Дрини. После тога упућен је Смедеревску Паланку где је био хирург велике ратне болнице. У наредном периоду имао је више премештаја и радио је као шеф хирургије у болницама Ћуприје, Крушевца, Приштине, Прилепа. У Прилепу је тешко оболео од трбушног тифуса и као болесник био евакуисан преко Албаније у Италију, одакле је упућен у Француску на лечење.
После опоравка у Француској упућен је у Солун на место команданта Другог хируршког завојишта Моравске болнице. Са истом дивизијом учествовао је у свим борбама на Солунском фронту. Потом је премештен за хирурга Пољске болнице Прве армије, а после тога и за шефа хирургије болнице „Престолонаследник Александар” у Солуну. По потреби службе упућиван је из болнице у болницу да би стигао у Војну болницу у Скопљу. Тамо је радио до маја 1919. године када је демобилисан и упућен је у Београд на своју дужност од пре рата у Општу државну болницу. Крајем 1919. године др Коен основао је Хируршко-Уролошко одељење, где је постављен за шефа. Такође се оснива и Хируршко-ортопедно одељење и за шефа је постављен др Никола Крстић. Ова два одељења била су прва оперативна одељења у Београду и ретко специјализована у тадашњој Европи. Начелник Хирургије је био професор Војин Суботић. Године 1931. Савет медицинског факултета изабрао је др Коена за ванредног професора Урологије на Медицинском факултету у Београду и поверио му оснивање Уролошке клинике. Клиника је била смештена у згради II хируршког одељења Опште државне болнице, која је била саграђена 1931. године. Др Коен је примио зграду са око 200 болесничких постеља и тако је постао управник Уролошке клинике и шеф II хируршког одељења Опште државне болнице. У новој згради др Коен је интензивно радио не само урологију већ и абдоминалну хирургију, а посебно хирургију жучних путева, желуца и дебелог црева. Професор Коен тада има већ око 30 сарадника на клиници и то постаје права школа за општу хирургију док је за урологију једина у Србији, односно једна о две у Југославији (друга је била у Загребу).
Почетком Другог светског рата априла 1941. године, одмах по паду Београда Немачка војска узима зграду клинике за своје потребе и отпушта сво лекарско особље. Др Коен бива ухапшен и депортован до Граца у Аустрији. Јуна 1941. године пуштен је из затвора и враћен у Београд, одакле је почетком 1942. године преко Италије отишао у Лондон, где је до краја рата радио у Црвеном крсту.
Ослобођење Београда затекло је зграду Уролошке клинике опљачкану од стране окупатора, који су је потпуно испразнили. Шест дана по ослобођењу града 26. октобра 1944. године професор Коен се враћа у Београд и одмах одлази на Уролошку клинику, где започиње рад на обнови. Већ првих дана новембра Уролошка клиника ради као III одељак Главне војне болнице, примајући рањенике с фронта, а у исто време и као база за наставу из хирургије и урологије на Медицинском факултету.
Године 1947. професор Коен изабран је за редовног професора урологије на Медицинском факултету. Тада се врше извесне промене и Уролошка клиника постаје II хируршка клиника са одсеком за урологију, а професор Коен постаје управник те клинике. Међутим, он се ускоро разболео. Његово срце није могло да издржи напоран рад. Ипак, изводио је планиране операције, не дозвољавајући да се оне одлажу. Умро је 26. маја 1949. године у 73. години живота.
Др Коен је био један од најактивнијих чланова Српског лекарског друштва и један од најбољих сарадника Српског архива, председник Југословенског хируршког друштва Архивирано на веб-сајту  (14. јул 2015) (1936-1947), активан члан Црвеног крста, члан Хируршке академије у Паризу и других домаћих и међународних удружења.
За време ратова 1912-1918 др Леон Коен одликован је више пута: Орденом белог орла V степена, два пута Орденом белог орла IV степена, Орденом Светог Саве III степена, Карађорђевом звездом IV степена, златном медаљом за ревносну службу, Француским ратним крстом са палмом.

## Одликовања
- Орден белог орла 5. реда
- Орден белог орла 4. реда (два пута)
- Орден Светог Саве 3. реда
- Краљевски орден Карађорђеве звезде 4. реда
- Златна медаља за ревносну службу
- Француски ратни крст са палмом